# (34889) 2001 VY33
2001 VY33 (asteroide 34889) é um asteroide da cintura principal. Possui uma excentricidade de 0.24283430 e uma inclinação de 5.65052º.
Este asteroide foi descoberto no dia 9 de novembro de 2001 por LINEAR em Socorro.